# Eleições presidenciais de 2016 em Odivelas

## Resultados oficiais
| Candidato               | Candidato                | Votos   | %               |
| ----------------------- | ------------------------ | ------- | --------------- |
|                         | Marcelo Rebelo de Sousa  | 30 528  | 48,11 / 100,00  |
|                         | António Sampaio da Nóvoa | 17 187  | 27,09 / 100,00  |
|                         | Marisa Matias            | 6 414   | 10,11 / 100,00  |
|                         | Maria de Belém Roseira   | 3 083   | 4,86 / 100,00   |
|                         | Edgar Silva              | 2 403   | 3,79 / 100,00   |
|                         | Vitorino Silva           | 1 705   | 2,69 / 100,00   |
|                         | Paulo de Morais          | 1 437   | 2,26 / 100,00   |
|                         | Henrique Neto            | 444     | 0,70 / 100,00   |
|                         | Jorge Sequeira           | 129     | 0,20 / 100,00   |
|                         | Cândido Ferreira         | 120     | 0,19 / 100,00   |
| Votos Inválidos         | Votos Inválidos          | 1 477   | 2,28 / 100,00   |
| Total                   | Total                    | 64 927  | 100,00 / 100,00 |
| Eleitorado/Participação | Eleitorado/Participação  | 123 555 | 52,55 / 100,00  |

## Resultados por Freguesia
Os resultados dos candidatos por freguesia foram os seguintes:
| Partido                              | %     | %     | %     | %    | %    | %    | %    | %    | %    | %    | Votantes |
| Partido                              | MRS   | ASN   | MM    | MBR  | ES   | VS   | PM   | HN   | JS   | CF   | Votantes |
| ------------------------------------ | ----- | ----- | ----- | ---- | ---- | ---- | ---- | ---- | ---- | ---- | -------- |
| Odivelas                             | 48,87 | 27,50 | 9,60  | 4,45 | 3,61 | 2,54 | 2,44 | 0,68 | 0,16 | 0,16 | 26 784   |
| Pontinha e Famões                    | 46,55 | 27,63 | 10,20 | 5,37 | 4,00 | 3,08 | 2,00 | 0,66 | 0,27 | 0,25 | 15 058   |
| Póvoa de Santo Adrião e Olival Basto | 45,86 | 28,33 | 9,97  | 5,71 | 4,49 | 2,24 | 2,15 | 0,80 | 0,23 | 0,23 | 8 031    |
| Ramada e Caneças                     | 49,53 | 25,15 | 11,01 | 4,63 | 3,51 | 2,81 | 2,28 | 0,72 | 0,20 | 0,16 | 15 054   |
| Odivelas                             | 48,11 | 27,09 | 10,11 | 4,86 | 3,79 | 2,69 | 2,26 | 0,70 | 0,20 | 0,19 | 64 927   |

#### Odivelas
| Candidato               | Candidato                | Votos  | %               |
| ----------------------- | ------------------------ | ------ | --------------- |
|                         | Marcelo Rebelo de Sousa  | 12 795 | 48,87 / 100,00  |
|                         | António Sampaio da Nóvoa | 7 200  | 27,50 / 100,00  |
|                         | Marisa Matias            | 2 513  | 9,60 / 100,00   |
|                         | Maria de Belém Roseira   | 1 164  | 4,45 / 100,00   |
|                         | Edgar Silva              | 945    | 3,61 / 100,00   |
|                         | Vitorino Silva           | 664    | 2,54 / 100,00   |
|                         | Paulo de Morais          | 638    | 2,44 / 100,00   |
|                         | Henrique Neto            | 178    | 0,68 / 100,00   |
|                         | Jorge Sequeira           | 42     | 0,16 / 100,00   |
|                         | Cândido Ferreira         | 42     | 0,16 / 100,00   |
| Votos Inválidos         | Votos Inválidos          | 603    | 2,25 / 100,00   |
| Total                   | Total                    | 26 784 | 100,00 / 100,00 |
| Eleitorado/Participação | Eleitorado/Participação  | 51 509 | 52,00 / 100,00  |

#### Pontinha e Famões
| Candidato               | Candidato                | Votos  | %               |
| ----------------------- | ------------------------ | ------ | --------------- |
|                         | Marcelo Rebelo de Sousa  | 6 840  | 46,55 / 100,00  |
|                         | António Sampaio da Nóvoa | 4 059  | 27,63 / 100,00  |
|                         | Marisa Matias            | 1 498  | 10,20 / 100,00  |
|                         | Maria de Belém Roseira   | 798    | 5,37 / 100,00   |
|                         | Edgar Silva              | 588    | 4,00 / 100,00   |
|                         | Vitorino Silva           | 452    | 3,08 / 100,00   |
|                         | Paulo de Morais          | 294    | 2,00 / 100,00   |
|                         | Henrique Neto            | 97     | 0,66 / 100,00   |
|                         | Jorge Sequeira           | 39     | 0,27 / 100,00   |
|                         | Cândido Ferreira         | 37     | 0,25 / 100,00   |
| Votos Inválidos         | Votos Inválidos          | 365    | 2,42 / 100,00   |
| Total                   | Total                    | 15 058 | 100,00 / 100,00 |
| Eleitorado/Participação | Eleitorado/Participação  | 29 132 | 51,69 / 100,00  |

#### Póvoa de Santo Adrião e Olival Basto
| Candidato               | Candidato                | Votos  | %               |
| ----------------------- | ------------------------ | ------ | --------------- |
|                         | Marcelo Rebelo de Sousa  | 3 607  | 45,86 / 100,00  |
|                         | António Sampaio da Nóvoa | 2 228  | 28,33 / 100,00  |
|                         | Marisa Matias            | 784    | 9,97 / 100,00   |
|                         | Maria de Belém Roseira   | 449    | 5,71 / 100,00   |
|                         | Edgar Silva              | 353    | 4,49 / 100,00   |
|                         | Vitorino Silva           | 176    | 2,24 / 100,00   |
|                         | Paulo de Morais          | 169    | 2,15 / 100,00   |
|                         | Henrique Neto            | 63     | 0,80 / 100,00   |
|                         | Jorge Sequeira           | 18     | 0,23 / 100,00   |
|                         | Cândido Ferreira         | 18     | 0,23 / 100,00   |
| Votos Inválidos         | Votos Inválidos          | 166    | 2,07 / 100,00   |
| Total                   | Total                    | 8 031  | 100,00 / 100,00 |
| Eleitorado/Participação | Eleitorado/Participação  | 15 800 | 50,83 / 100,00  |

#### Ramada e Caneças
| Candidato               | Candidato                | Votos  | %               |
| ----------------------- | ------------------------ | ------ | --------------- |
|                         | Marcelo Rebelo de Sousa  | 7 286  | 49,53 / 100,00  |
|                         | António Sampaio da Nóvoa | 3 700  | 25,15 / 100,00  |
|                         | Marisa Matias            | 1 619  | 11,01 / 100,00  |
|                         | Maria de Belém Roseira   | 681    | 4,63 / 100,00   |
|                         | Edgar Silva              | 517    | 3,51 / 100,00   |
|                         | Vitorino Silva           | 413    | 2,81 / 100,00   |
|                         | Paulo de Morais          | 336    | 2,28 / 100,00   |
|                         | Henrique Neto            | 106    | 0,72 / 100,00   |
|                         | Jorge Sequeira           | 30     | 0,20 / 100,00   |
|                         | Cândido Ferreira         | 23     | 0,16 / 100,00   |
| Votos Inválidos         | Votos Inválidos          | 343    | 2,28 / 100,00   |
| Total                   | Total                    | 15 054 | 100,00 / 100,00 |
| Eleitorado/Participação | Eleitorado/Participação  | 27 114 | 55,52 / 100,00  |